# Eugen Kaiser

Eugen Kaiser

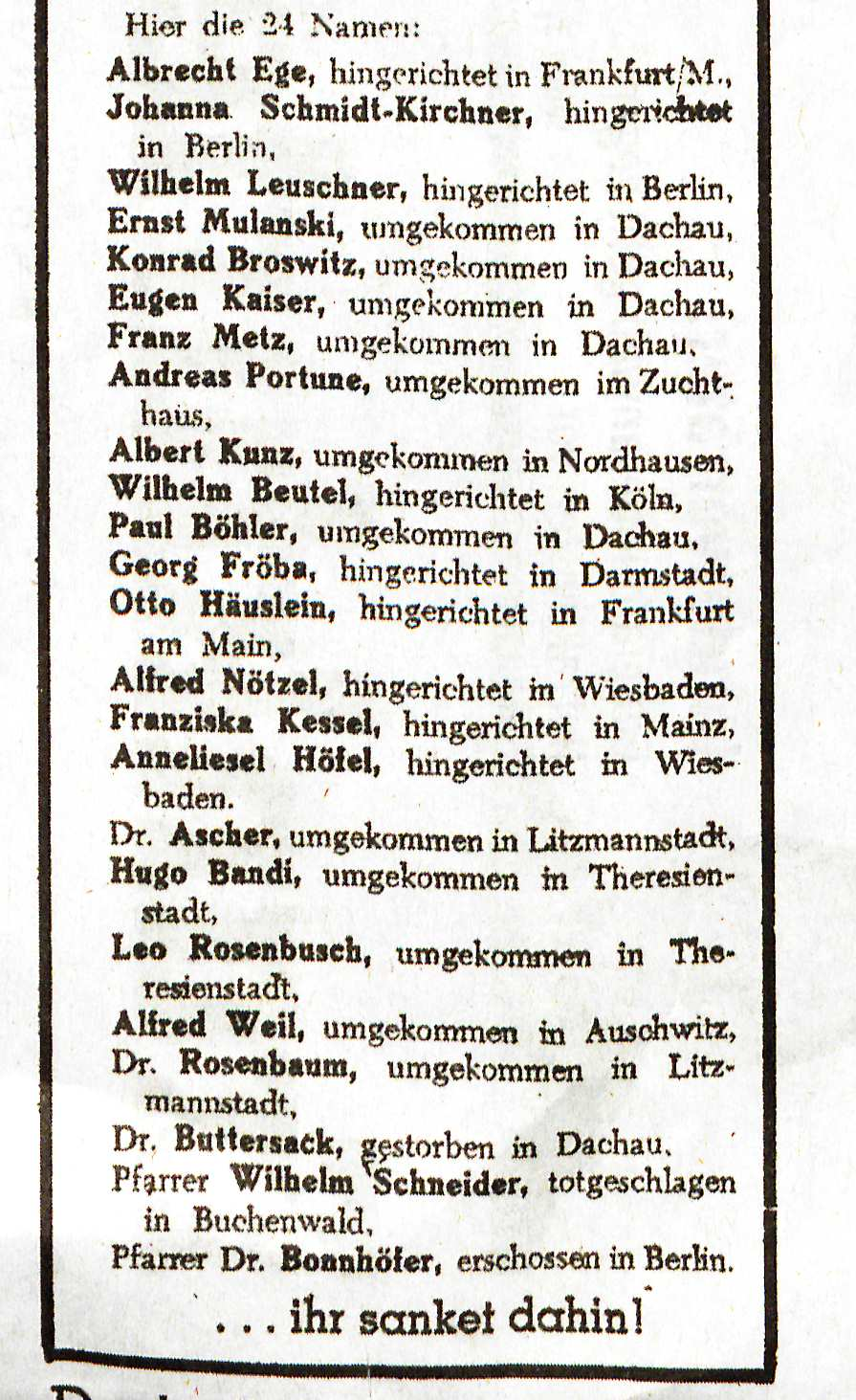
Gedenkveranstaltung in Frankfurt
Zeitungsausschnitt, FR 1. August 1945

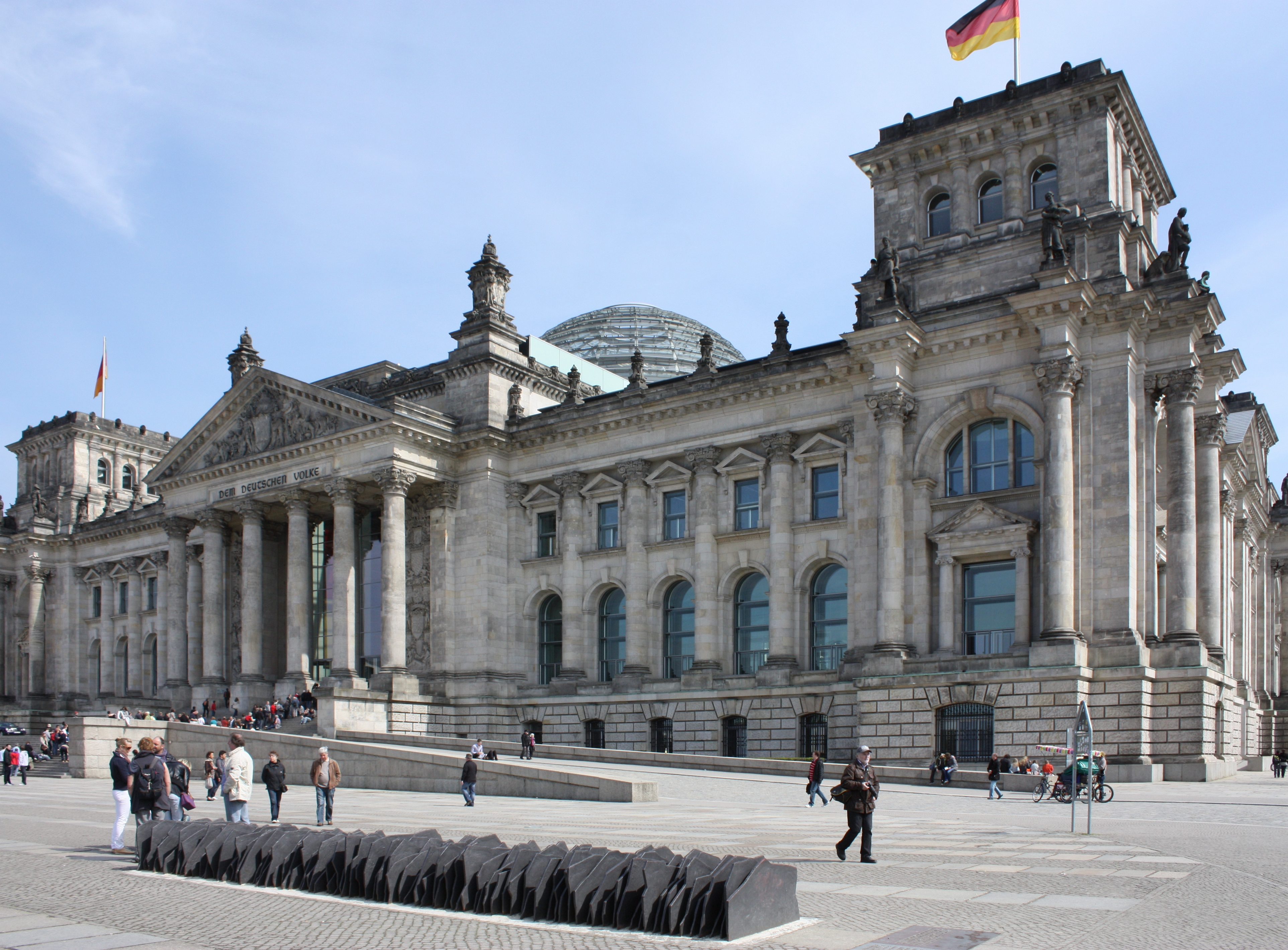
Gedenktafeln am Reichstag

Eugen Kaiser (* 28. Oktober 1879 in Cleversulzbach; † 3. April 1945 im KZ Dachau an Fleckfieber) war ein deutscher Politiker (SPD).

## Herkunft und Ausbildung
Der Vater von Eugen Kaiser, Christian Kaiser, führte die Wirtschaft „Zum Löwen“ in Cleversulzbach. Nach dem Besuch der dortigen Volksschule absolvierte Eugen Kaiser von 1893 bis 1896 eine Gartenbaulehre in Neckarsulm. Anschließend arbeitete er bis 1906 als Gärtnergehilfe.

## Gewerkschaftliche und politische Tätigkeit
Von 1906 bis 1910 übernahm er die Gauleitung des Allgemeinen Deutschen Gärtnervereins, einer freigewerkschaftlichen Organisation. Um 1898 trat er in die Sozialdemokratische Partei Deutschlands (SPD) ein. Nach dem Besuch der Gewerkschaftsschule ab 1907 wurde er zum 1. Juni 1910 er Arbeitersekretär in Frankfurt am Main und Vorsitzender des Bundesjugendausschusses.
Von 1909 bis 1921 war er Vorsitzender der SPD in Groß-Frankfurt am Main und am 1. April 1919 wurde er zum Stadtverordneten in Frankfurt am Main gewählt, ein Mandat, das er bis 1921 innehatte. Bei der Reichstagswahl vom Juni 1920 wurde Eugen Kaiser in den ersten Reichstag der Weimarer Republik gewählt, dem er bis zur Wahl vom Mai 1924 als Vertreter des Wahlkreises 21 (Hessen-Nassau) angehörte. Ab 1922 war Kaiser Landrat des preußischen Landkreises Hanau, ein Amt, das er bis 1933 ausübte, als ihn nach der Machtergreifung der Nationalsozialisten die neuen Machthaber zum 9. März 1933 zunächst in den Ruhestand versetzten, dann als Ruhestandsbeamten entließen. Nach dem Attentat vom 20. Juli 1944 wurde er in der „Aktion Gitter“ von der Gestapo verhaftet und Mitte September ins Konzentrationslager Dachau verschleppt, wo er mit der Häftlingsnummer 108221 inhaftiert war. Die Annahme, er sei beim Todesmarsch bei der Evakuierung des Lagers am 4. April ums Leben gekommen, ist durch neuere Forschungen widerlegt. Nach dem Totenbuch des Krankenreviers von Dachau starb Kaiser am 3. April 1945 auf Block 7 in der Krankenstube für Infektionskrankheiten an Fleckfieber.

## Gedenken
Es erinnern an ihn
- die Gedenkplakette in der Nähe des Berliner Reichstagsgebäudes, die Teil des Denkmals für 96 vom NS-Regime ermordete Reichstagsabgeordnete ist;
- die Eugen-Kaiser-Schule im hessischen Hanau;
- Straßennamen in
  - Bruchköbel
  - Erlensee
  - Hanau (hier liegt das ehemalige Landratsamt Hanau mit einem Gedenkstein für Eugen Kaiser[4])
  - Maintal
  - Nidderau
  - Schöneck